# Park Si-hun
Park Si-hun (Haman, 16 dicembre 1965) è un ex pugile sudcoreano, vincitore di un Coppa del Mondo di pugilato nel 1985 e di una medaglia d'oro alle olimpiadi di Seoul 1988.
Park è passato alla storia del pugilato per il modo molto controverso con cui vinse la finale olimpica dei superwelter contro l'americano Roy Jones. Infatti, nonostante la vittoria dell'atleta statunitense sembrasse netta, i giudici premiarono il coreano che vinse 3-2 ai punti. Il giudice sovietico e quello ungherese diedero la vittoria a Jones, mentre i giudici marocchino, ugandese e uruguaiano a Park.
Un giudice successivamente ammise che il verdetto fu un errore e tutti e tre i giudici che assegnarono la vittoria a Park vennero sospesi. Già prima della finale, le vittorie di Park furono contestate, in particolare quella ottenuta contro il pugile italiano Vincenzo Nardiello, sempre 3-2, che protestò vivacemente alla lettura del verdetto. La vicenda Park contribuì all'istituzione di un nuovo sistema di valutazione per la boxe olimpica. Dopo l'incontro contro Jones, lo stesso Park disse "il mio paese si portò via la mia medaglia d'argento". 